# Mont Qingyuan
Le mont Qingyuan (sinogrammes simplifiés : 清源山  ; sinogrammes traditionnels : 清源山 ; pinyin : qīng yuán shān ; littéralement « la montagne de la source claire ») est situé à 3 km de la ville de Quanzhou dans la province chinoise du Fujian. Son sommet culmine à 498 m d’altitude.

## Statue de Laozi
Sous les Song fut érigé un énorme Laozi de pierre, au pied du rocher Yuxian (羽仙岩). Avec 5,63 m de haut, 8,01 m de large, 6,85 m de profondeur soit 55 m2 au sol, c’est la plus grande statut de pierre de la dynastie Song toujours existante.

## Parc national du mont Qingyuan
Le parc paysager du mont Qingyuan (清源山风景名胜区), qui comprend également les monts Ling et Jiuri a été proclamé parc national le 1er août 1988.